# 쉰목소리
쉰목소리(hoarse voice, dysphonia, hoarseness) 또는 쉰소리, 목쉰 것, 사성(嗄聲), 애성은 목소리가 본인이 의도하지 않았는데 숨소리가 섞여 나오거나, 거칠고 부자연스러워지고, 음높이가 낮아지는 증상이다. 목이 따끔거리거나 답답한 느낌이 쉰목소리와 관련이 있을 수도 있다. 또는 후두의 성대주름에 문제가 생겨 쉰목소리가 증상으로 나타나기도 한다. 상기도 감염, 감기, 알레르기 등으로 인해 후두염이 발생한 경우에도 목이 쉴 수 있다. 스포츠 경기에서 응원을 하거나, 시끄러운 곳에서 크게 말하거나, 쉬지 않고 계속 말을 하거나 노래를 부른 경우, 너무 높거나 낮은 목소리로 말한 경우에는 일시적으로 목이 쉬기도 한다. 자기 목소리가 잘 나오지 않게 되는 데에는 여러 가지 다른 원인들이 있으며, 치료는 보통 목을 쉬게 하거나 기저의 원인을 치료하는 방식으로 이루어진다. 목이 쉬게 된 원인이 목을 잘못 쓰거나 함부로 썼기 때문인 경우 물을 많이 마시는 게 증상 완화에 도움이 될 수 있다.
여성이나 노년층에서 더 자주 발생한다. 또한 교사나 가수와 같은 특정 직업군에서 발생 위험이 더 크다.
특히 감기나 독감에 걸리지 않았는데 3주 이상 지속되는 장기간의 쉰목소리는 의사의 진단을 받아볼 필요가 있다. 또한 기침을 했는데 피가 나오는 객혈, 삼키는 데에 어려움이 생기는 삼킴장애, 목에 덩어리가 생긴 경우, 말할 때의 통증이나 삼킴통증, 숨이 잘 쉬어지지 않는 호흡곤란, 말이 완전히 나오지 않게 되는 발성불능 등의 증상이 수 일 이상 동반되어 나타나는 경우에도 의사의 진단을 받아보는 것이 권장된다. 목이 쉬었다고 분류하기 위해서는 목소리의 음높이, 크기, 음색, 가변성과 같은 기준에서 하나 이상의 이상(異常)이 있어야 한다.
쉰목소리는 두 개의 큰 유형인 기질적(organic)인 경우와 기능적(functional)인 경우로 나눌 수 있다. 이 분류는 쉰목소리가 발생한 기저 병리에 따라 이루어진다. 쉰목소리의 원인을 다섯 개의 기본적인 범주로 나눌 수도 있으나, 이 모든 원인은 성대주름이 날숨 동안에 정상적으로 진동하는 능력을 방해하여 목소리가 변하게 만든다. 기질적 원인와 기능적 원인을 치료하기 위해 다양한 치료법이 발전해 왔다. 치료법에는 직접적 치료, 간접적 치료, 내과적 치료, 수술 등이 있다. 보통 기능적인 경우에는 직간접적인 목소리 치료를 통해, 만성적이고 기질적인 경우에는 수술을 통해 치료한다.